# ساتسوکی یوکینو
ساتسوکی یوکینو (انگلیسی: Satsuki Yukino; ۲۵ مهٔ ۱۹۷۰ – ) صداپیشه، و بازیگر اهل ژاپن بود. وی از سال ۱۹۹۲ میلادی تاکنون مشغول فعالیت بوده‌است.